# Légi járművek oxigénrendszere
A tengerszint feletti magasság növekedésével az ebből következő nyomáscsökkenés csökkenti az emberi szervezet által a légzés során felvehető oxigén mennyiségét. A nagy magasságban való repüléshez vagy nyomás alá kell helyezni a repülőgép utasterét, vagy alacsonyabb magasságban kell repülni, vagy a repülőgép utasait oxigénnel kell ellátni. A kereskedelmi utasszállító repülőgépek által általában repült utazószinteken a túlnyomás elvesztése gyorsan eszméletvesztéshez vezethet. 
A repülőgépek rendszerei a következő két nagy csoportra bonthatók:
- Gépészrendszerek
- Különleges rendszerek (elektromos rendszer, rádióberendezések, radarberendezések, navigációs műszerberendezések, tűzoltó- és oxigénrendszer)

## Az oxigénrendszer részei
- Egyesített csatlakozó,
- Légzőkészülék
- Nyomásmérő és légzésjelző indikátor
- Távvezérlés
- Oxigénpalackok
- Oxigéntöltő csap és adagolásszabályozó
- Hajtómű oxigénrendszer

## Előírások
A kiegészítő vagy vészhelyzeti oxigénrendszerek biztosítására és használatára vonatkozó nemzeti szabályozás a Nemzetközi Polgári Repülési Szervezet (ICAO) Szabványok és Ajánlott Gyakorlatok 6. mellékletében található útmutatásokon alapul. Általánosságban elmondható, hogy ez az útmutató először különbséget tesz túlnyomásos és nem túlnyomásos repülőgépek között, majd konkrét követelményeket ad a repülési magasság alapján. Az ICAO oxigén rendszerekre vonatkozó útmutatásában található néhány kiemelkedőbb elem:
- Minden repülőgépen: az üzemben tartónak gondoskodnia kell arról, hogy az utasok megismerjék az oxigénadagoló berendezés helyét és használatát, ha az utasok számára oxigénellátást írnak elő
- Nem túlnyomásos repülőgépeken: a személyzeti fülkében 700 hPa-nál[2] kisebb légköri nyomáson történő repülési magasságon történő üzemeltetésre szánt repülőgépet oxigéntároló és adagoló berendezéssel kell felszerelni. Olyan repülési magasságon végrehajtandó repülést, amelyen a légköri nyomás a személyzeti fülkékben 700 hPa-nál kisebb lesz, nem szabad elkezdeni, kivéve, ha elegendő mennyiségű tárolt légzési oxigént szállítanak a következőkhöz:

a) a személyzet minden tagja és az utasok 10 százaléka, 30 percet meghaladó időtartamon túl, ameddig a nyomás az általuk elfoglalt rekeszekben 700 hPa és 620 hPa közé esik
b) a személyzet és az utasok minden olyan időszakra, amikor a légköri nyomás az általuk elfoglalt terekben 620 hPa-nál kisebb lesz
- Túlnyomásos repülőgépeken: olyan repülési magasságon történő üzemeltetésre szánt repülőgép, amelyen a légköri nyomás kisebb, mint 376 hPa, vagy amely 376 hPa-nál nagyobb légköri nyomáson üzemeltetett repülési magasságon nem tud biztonságosan leereszkedni négy percen belül olyan repülési magasságra, amelyen a légköri nyomás 620 hPa, automatikusan kioldható oxigénberendezéssel kell ellátni. Az oxigénadagoló egységek teljes számának legalább 10%-kal meg kell haladnia az utasok és a légiutas-kísérő személyzet üléseinek számát.

A 376 hPa-nál kisebb légköri nyomás felett üzemelő túlnyomásos repülőgépek hajózószemélyzetének minden tagjának a repülési szolgálati állomáson rendelkezésre kell állnia egy gyorsan felhúzható oxigénmaszkkal, amely szükség esetén oxigénellátást biztosít.